# Чандрагири
Чандрагири (непальск. दहचोक) — муниципалитет в районе Катманду в провинции Багмати-Прадеш в центральном Непале.

## История
Муниципалитет Чандрагири был создан 2 декабря 2014 года путем слияния бывших комитетов развития деревень Баад Бханджянг, Баламбу, Дахачок, Махадевстан, Мачхегаун, Мататиртха, Найкап Ная Бханджянг, Найкап Пурано Бханджянг, Сатунгал, Танкот и Тинтана.

## Описание
Муниципалитет Чандрагири является ближайшим пригородом столицы Непала Катманду, расположена в западной окраине агломерации. Площадь муниципалитета составляет 43,9 км². 
На территории муниципалитета есть несколько небольших кустарных цехов занимающихся ручной вышивкой. В них работают в основном иммигранты-мусульмане.
Мемориальный комплекс на вершине холма Каджи Калу Панде является популярным местом для пеших прогулок. Он находится на западной окраине Чандрагири, с этого холма можно увидеть Горкху. По склону холма проходит канатная дорога.

### Климат
Климат деревни Дахачок, с учётом высоты над уровнем моря (1345 м) и близостью высоких гор (Гималаи, Тибет), является субтропическим муссонным. Зимой дуют ветры с материка, но горы блокируют приток холодных воздушных масс с севера. В итоге ветры приносят сухую погоду с огромными суточными колебаниями (более 15 °C), летом приходит муссон со стороны Индии и выпадают обильные осадки. В связи с этим лето душное и влажное, но сильная жара бывает редко. Суточные колебания существенно меньшие. Зимой часто бывают заморозки, но снег выпадает достаточно редко. Средняя температура января (самого холодного месяца) +10 °C, июня и июля (самых тёплых месяцев) +24,4 °C.
| Показатель                                       | Янв. | Фев. | Март | Апр. | Май  | Июнь | Июль | Авг. | Сен. | Окт. | Нояб. | Дек. | Год  |
| ------------------------------------------------ | ---- | ---- | ---- | ---- | ---- | ---- | ---- | ---- | ---- | ---- | ----- | ---- | ---- |
| Абсолютный максимум, °C                          | 24,4 | 28,3 | 33,3 | 35,0 | 36,1 | 37,2 | 32,8 | 33,3 | 33,3 | 33,3 | 29,4  | 28,3 | 37,2 |
| Средний суточный максимум, °C                    | 18   | 20,2 | 24,3 | 27,4 | 28,2 | 28,3 | 27,7 | 28   | 27,2 | 25,8 | 22,7  | 19,4 | 24,8 |
| Средняя температура, °C                          | 10   | 11,7 | 16,1 | 20   | 23,1 | 24,4 | 24,4 | 24,2 | 23,6 | 20   | 15,3  | 11,1 | 18,7 |
| Средний суточный минимум, °C                     | 2,1  | 3,8  | 7,5  | 11,3 | 15,5 | 19   | 20   | 19,7 | 18,2 | 13   | 7,4   | 3    | 11,7 |
| Абсолютный минимум, °C                           | −2,8 | −1,1 | 1,7  | 4,4  | 9,4  | 13,9 | 16,1 | 16,1 | 13,3 | 5,6  | 0,6   | −1,7 | −2,8 |
| Норма осадков, мм                                | 14   | 17   | 31   | 54   | 114  | 256  | 360  | 314  | 183  | 59   | 8     | 14   | 1425 |
| Источник: World Meteorological Organisation (UN) |      |      |      |      |      |      |      |      |      |      |       |      |      |

## Население
Согласно переписи населения Непала 2011 года общая численность населения муниципалитета составляет 85 195 человек.